# 소청심사위원회
소청심사위원회(訴請審査委員會, Appeals Commission)는 행정기관 소속 공무원의 징계처분, 그 밖에 그 의사에 반하는 불리한 처분에 대한 소청의 심사·결정 및 그 재심청구 사건의 심사·결정에 관한 사무를 관장하는 대한민국 인사혁신처의 소속기관이다. 1963년 6월 1일 발족하였으며, 세종특별자치시 도움5로 20에 위치하고 있다. 위원장은 차관급 정무직공무원으로, 상임위원은 고위공무원단 가등급에 속하는 임기제공무원으로 보한다.

## 설치 근거
- 「국가공무원법」 제9조제1항[4]

## 연혁
- 1963년 6월 1일: 내각사무처 소속으로 소청심사위원회 설치.[5]
- 1963년 12월 17일: 총무처 소속으로 변경.[6]
- 1973년 4월 1일: 위원회 구성을 5인 이상 7인 이내로 조정[7], 실제 운영은 7인 체제 유지.
- 1979년 1월 1일: 상임위원 외에 약간명의 비상임위원을 둘 수 있도록 함.[8]
- 1981년 11월 2일: 위원 정수를 5인으로 변경.[9]
- 1991년 8월 24일: 위원 정수를 상임위원 5인과 2인 이내의 비상임위원으로 변경.[10]
- 1998년 2월 28일: 행정자치부 소속으로 변경.[11]
- 2004년 6월 12일: 중앙인사위원회 소속으로 변경.[12]
- 2008년 2월 29일: 행정안전부 소속으로 변경.[13]
- 2011년 2월 1일: 위원 정수를 상임위원 5인과 비상임위원 4인으로 변경.[14]
- 2013년 3월 23일: 안전행정부 소속으로 변경.[15]
- 2014년 11월 19일: 인사혁신처 소속으로 변경.[16]

## 소청심사제도

### 소개
소청심사제도는 공무원이 징계처분 기타 그 의사에 반하는 불리한 처분이나 부작위에 대하여 이의를 제기하는 경우 이를 심사하고 결정하는 행정심판제도의 일종으로서, 위법·부당한 인사상 불이익 처분에 대한 구제라는 사법보완적 기능을 통하여 직접적으로 공무원의 신분보장과 직업공무원제도를 확립하고, 간접적으로는 행정의 자기통제 효과를 도모하고 있다.

### 소청심사 대상
국가공무원법상 소청심사의 대상에는『징계처분, 기타 의사에 반하는 불리한 처분, 부작위』등이 있고, 구체적으로 어떠한 것이 포함되는지 여부는 사안의 성격과 내용에 따라 결정될 수 있다.
- 징계처분: 파면, 해임, 강등, 정직, 감봉, 견책
- 기타 의사에 반하는 불리한 처분: 강임, 휴직, 직위해제, 면직, 전보, (기각)계고, (불문)경고 등
- 부작위: 복직 청구, 봉급 청구 등(당사자의 신청에 대하여 행정청이 상당한 기간내 일정한 처분을 하여야 할 법률적 의무가 있음에도 처분을 하지 않은 경우)

### 청구방법

#### 소청심사청구 제기기간
- 처분사유설명서가 교부되는 징계처분, 직위해제ㆍ강임ㆍ휴직ㆍ면직처분 등은 처분사유 설명서를 받은 날로부터 30일 이내에 청구하여야 한다.
- 처분사유설명서가 교부되지 아니하는 불리한 처분(전보, 계고, 경고 등)은 동 처분이 있은 것을 안 날로부터 30일 이내에 청구하여야 한다.

### 소청심사청구시 제출서류

#### 징계처분
- 소청심사청구서
- 징계처분 인사발령통지서
- 징계처분사유설명서
- 징계의결서 사본
- 기타 본인이 소청이유에서 적시하거나 주장하는 사실 또는 논거에 대한 입증서류나 자료 (예:대법원판결문 사본, 표창장 사본, 탄원서 등)
- 처분사유설명서가 교부되는 기타 의사에 반하는 불리한 처분(직위해제ㆍ강임ㆍ휴직ㆍ면직)

## 조직
- 소청심사위원회는 상임위원 5명과 비상임위원 4명으로 구성하며, 상임위원 중 1명은 위원장으로 한다.[17]
- 상임위원의 임기는 3년으로,[18] 비상임위원의 임기는 2년으로 한다.[19]

### 위원
| 직위       | 성명   | 비고 |
| ---------- | ------ | ---- |
| 위원장     | 정한중 |      |
| 상임위원   | 이필영 |      |
| 상임위원   | 이인호 |      |
| 상임위원   | 설광섭 |      |
| 상임위원   | 이정민 |      |
| 비상임위원 | 구철회 |      |
| 비상임위원 | 강호정 |      |
| 비상임위원 | 김은정 |      |
| 비상임위원 | 이정엽 |      |
| 비상임위원 | 박주영 |      |
| 비상임위원 | 박장우 |      |
| 비상임위원 | 박재평 |      |

### 하부조직
- 행정과[20]

## 같이 보기
- 교원소청심사위원회
- 중앙행정심판위원회
- 중앙해양안전심판원
- 조세심판원
- 특허심판원